# Entosthodon integer
Entosthodon integer là một loài Rêu trong họ Funariaceae. Loài này được (Müll. Hal.) Kindb. mô tả khoa học đầu tiên năm 1888.